# Residenza dell'Arte degli Albergatori
La Residenza dell'Arte degli Albergatori è stata un edificio civile del centro storico di Firenze, situata in via dei Lamberti (all'epoca piazza del Monte di Pietà dei Pilli angolo via dei Lontanmorti e via dei Cavalieri). Fu demolita tra il 1896 e il 1897 nell'ambito del "Risanamento di Firenze". Oggi al suo posto sorge, più o meno, l'ottocentesco palazzo Paoletti.

## Storia e descrizione

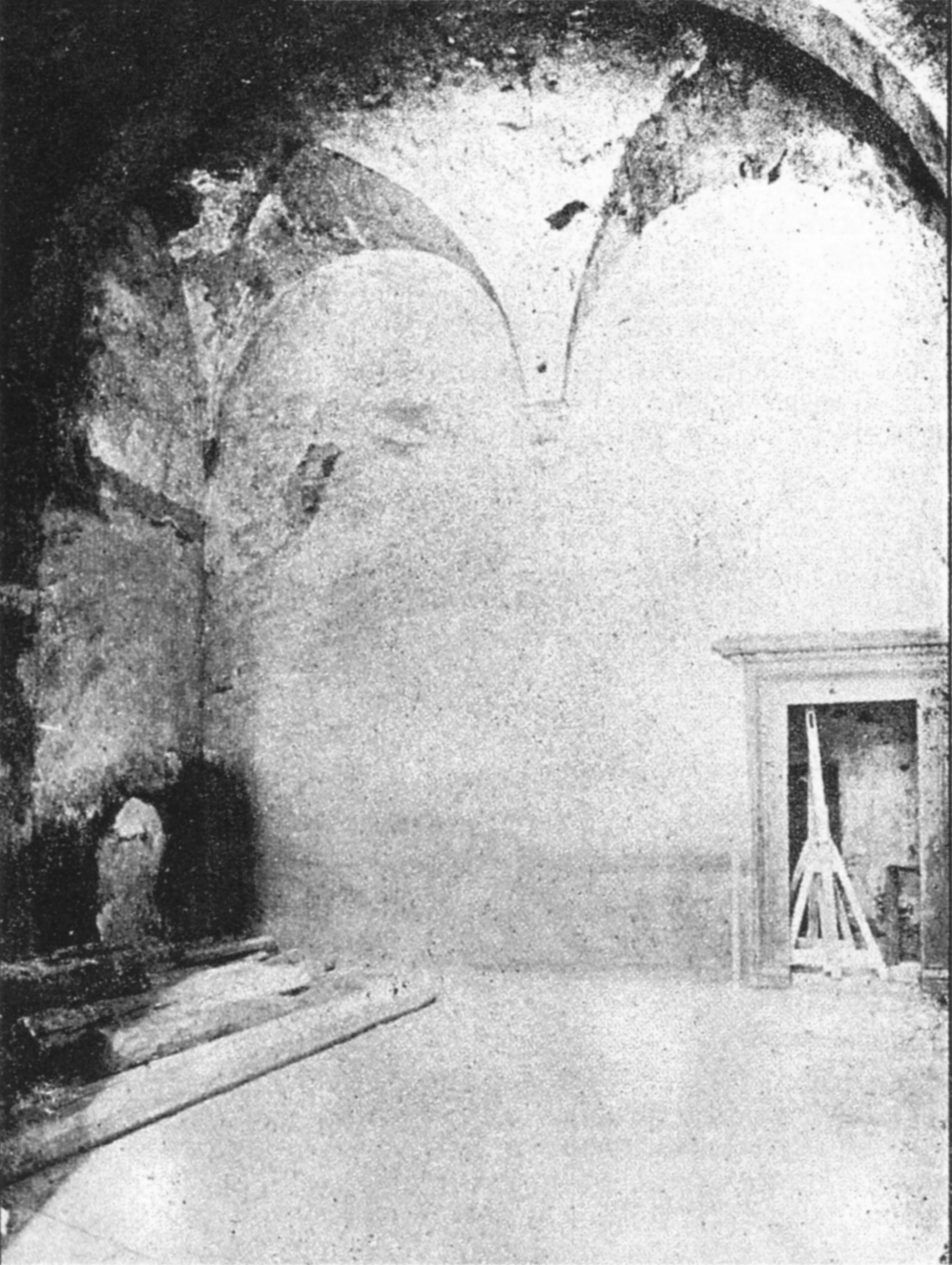
La sala dell'Udienza della Residenza dell'Arte degli Albergatori

Nel 1429 è documentata per l'Arte degli Albergatori una propria sede nel popolo di Sant'Andrea, all'angolo tra le via dei Cavalieri e del Lontanmorti, proprio poco prima che quest'ultima immettesse nella piazzetta del Monte di Pietà, e confinante con le case dei Pilli e della vedova Bartolini. Prima di allora la corporazione si era provvisoriamente riunita nel palazzo dell'Arte della Lana, almeno fino al 1411. La sede comunque venne ricavata ristrutturando edifici esistenti. Nel 1534 la riforma di Alessandro de' Medici accorpò l'Arte degli Albergatori ad altre Arti minori nella cosiddetta Università dei Linaioli, che ebbe sede nella residenza dell'Arte dei Linaioli e Rigattieri. Se l'edificio andò a formare i beni delle Arti riunite, l'archivio venne trasferito nella nuova sede e gli arredi, se non riutilizzabili, venduti, racimolando ottantotto fiorini. La Residenza venne affittata all'Arte della Lana, che vi accasò alcune guardie con l'incarico di sorvegliare le botteghe di quella corporazione nella zona, mentre al piano terra la sala dell'Udienza divenne la bottega di un lanaiolo. 
Con la soppressione delle Arti nel 1770 tutti i loro beni andarono a formare il patrimonio della Camera di Commercio. 
Sulla facciata, che guardava alla piazza del Monte e a via Pellicceria, si trovava un portale sormontato da una finestra a grata, con l'architrave decorata con quattro stemmi. Il portale, visibile oggi al Museo di San Marco, reca le insegne del giglio di Firenze, della Croce del Popolo, della Parte Guelfa e dell'Arte degli Albergatori, tra elementi vegetali e rilievo. Un'altra finestra, che dava sulla sala dell'Udienza, si trovava poco più a nord, lungo via dei Cavalieri. Questa sala era di forma rettangolare, coperta da volta unghiata su peducci con lo stemma dell'Arte, in gran parte conservati pure nel lapidario di San Marco, e con una porta con cornice in pietra serena, oggi nella sala dei Drappeggi del palagio di Parte Guelfa. Da questa porta si accedeva a due vani minori, probabilmente usati come scrittoio e come archivio.
Nel 1885 Carocci sperava che questa parte della città fosse risparmiata dalle demolizioni, ma alla fine prevalsero le ragioni della difficoltà e dispendiosità di un intervento di restauro, a fronte di una più redditizia e "decorosa" demolizione e ricostruzione degli edifici. La residenza, ormai ridotta a magazzino, ma ancora con le decorazioni architettoniche quattrocentesche, fu demolita nel 1891.

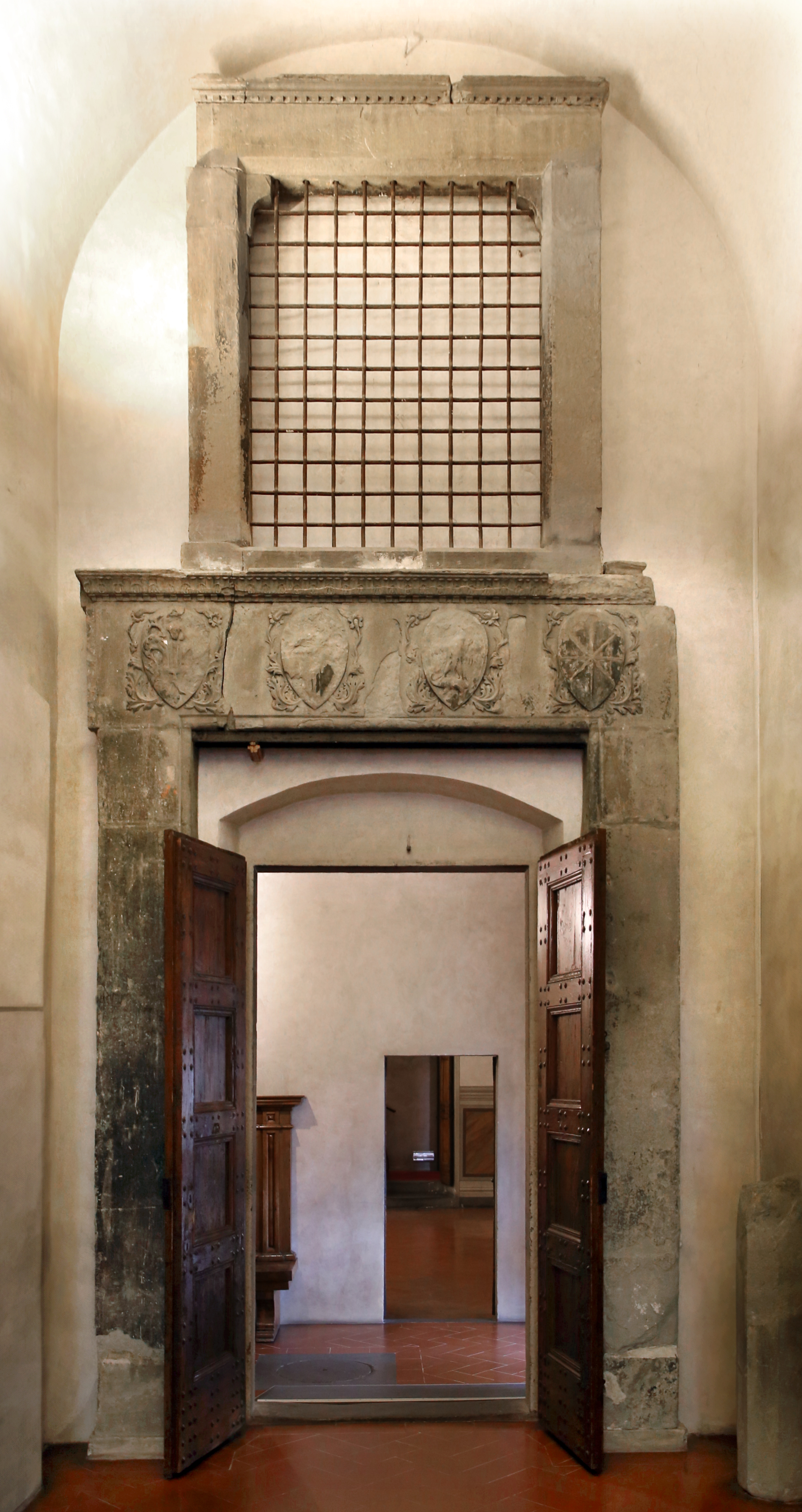
Porta dell'Arte degli Albergatori, Museo di San Marco
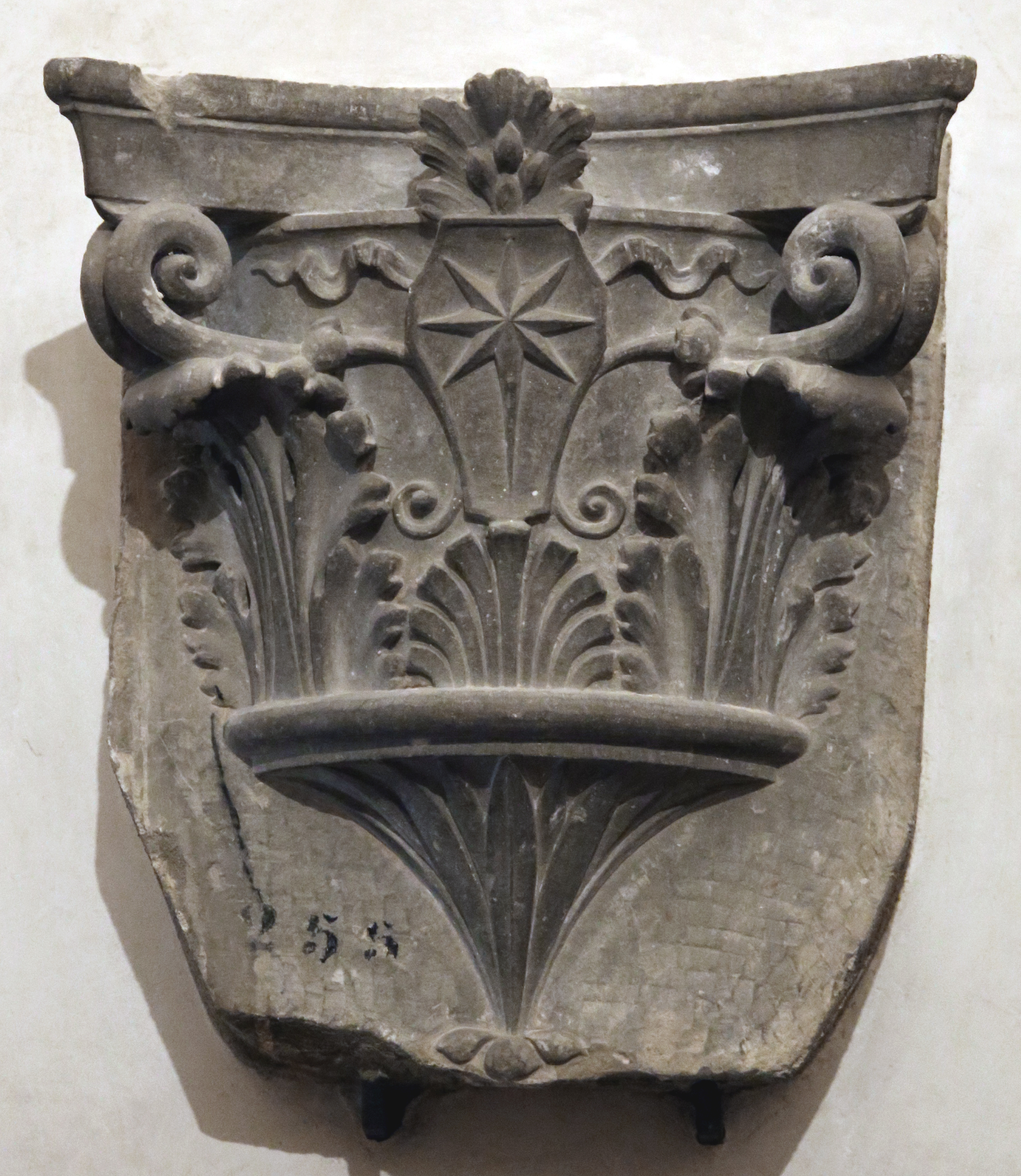
Peduccio con stemma dell'Arte degli ALbergatori, Museo di San Marco